# دمسيسة متنوعة الأوراق
دمسيسة متنوعة الأوراق (الاسم العلمي: Ambrosia diversifolia) هي نوع من النباتات تتبع جنس الدمسيسة من الفصيلة النجمية.